# Aubepierre-Ozouer-le-Repos
Aubepierre-Ozouer-le-Repos és un municipi francès, situat al departament del Sena i Marne i a la regió d'Illa de França. L'any 2007 tenia 895 habitants.
Forma part del cantó de Nangis, del districte de Provins i de la Comunitat de comunes de la Brie Nangissienne.

## Demografia

### Població
El 2007 la població de fet d'Aubepierre-Ozouer-le-Repos era de 895 persones. Hi havia 319 famílies, de les quals 60 eren unipersonals (24 homes vivint sols i 36 dones vivint soles), 104 parelles sense fills, 143 parelles amb fills i 12 famílies monoparentals amb fills.
La població ha evolucionat segons el següent gràfic:
Habitants censats

### Habitatges
El 2007 hi havia 355 habitatges, 325 eren l'habitatge principal de la família, 13 eren segones residències i 18 estaven desocupats. 325 eren cases i 25 eren apartaments. Dels 325 habitatges principals, 251 estaven ocupats pels seus propietaris, 56 estaven llogats i ocupats pels llogaters i 18 estaven cedits a títol gratuït; 8 tenien una cambra, 12 en tenien dues, 39 en tenien tres, 81 en tenien quatre i 185 en tenien cinc o més. 281 habitatges disposaven pel capbaix d'una plaça de pàrquing. A 126 habitatges hi havia un automòbil i a 181 n'hi havia dos o més.

### Piràmide de població
La piràmide de població per edats i sexe el 2009 era:
| Homes | Edats   | Dones |
| ----- | ------- | ----- |
| 0     | 95 o +  | 0     |
| 0     | 90 a 94 | 8     |
| 0     | 85 a 89 | 0     |
| 4     | 80 a 84 | 8     |
| 8     | 75 a 79 | 20    |
| 12    | 70 a 74 | 8     |
| 4     | 65 a 69 | 4     |
| 24    | 60 a 64 | 12    |
| 20    | 55 a 59 | 16    |
| 12    | 50 a 54 | 28    |
| 60    | 45 a 49 | 20    |
| 32    | 40 a 44 | 28    |
| 28    | 35 a 39 | 40    |
| 56    | 30 a 34 | 48    |
| 28    | 25 a 29 | 20    |
| 24    | 20 a 24 | 20    |
| 28    | 15 a 19 | 16    |
| 28    | 10 a 14 | 28    |
| 24    | 5 a 9   | 40    |
| 32    | 0 a 4   | 36    |

## Economia
El 2007 la població en edat de treballar era de 609 persones, 480 eren actives i 129 eren inactives. De les 480 persones actives 444 estaven ocupades (252 homes i 192 dones) i 36 estaven aturades (16 homes i 20 dones). De les 129 persones inactives 41 estaven jubilades, 49 estaven estudiant i 39 estaven classificades com a «altres inactius».

### Ingressos
El 2009 a Aubepierre-Ozouer-le-Repos hi havia 313 unitats fiscals que integraven 884,5 persones, la mediana anual d'ingressos fiscals per persona era de 21.816 €.

### Activitats econòmiques
Dels 46 establiments que hi havia el 2007, 1 era d'una empresa extractiva, 8 d'empreses de fabricació d'altres productes industrials, 9 d'empreses de construcció, 10 d'empreses de comerç i reparació d'automòbils, 3 d'empreses de transport, 3 d'empreses immobiliàries i 12 d'empreses de serveis.
Dels 14 establiments de servei als particulars que hi havia el 2009, 4 eren tallers de reparació d'automòbils i de material agrícola, 3 fusteries, 3 lampisteries, 2 electricistes, 1 empresa de construcció i 1 agència immobiliària.
L'únic establiment comercial que hi havia el 2009 era una botiga d'electrodomèstics.
L'any 2000 a Aubepierre-Ozouer-le-Repos hi havia 14 explotacions agrícoles que ocupaven un total de 2.702 hectàrees.

## Equipaments sanitaris i escolars
El 2009 hi havia 2 escoles elementals.

## Poblacions més properes
El següent diagrama mostra les poblacions més properes.